# کاتارزینا کاوا
کاتارزینا کاوا (تلفظ لهستانی: [kataˈʐɨna ˈkava] ; متولد 17 نوامبر 1992) یک تنیس باز حرفه ای لهستانی است. او رتبه 112 انفرادی در رتبه‌بندی WTA را دارد که در نوامبر 2020 به دست آورد و شماره 64 جهان در دونفره در 3 اکتبر 2022 تنظیم شده‌است. او چهار عنوان مسابقات WTA 125 دونفره و همچنین هفت عنوان انفرادی و 19 عنوان دونفره در مسابقات پیست زنان ITF کسب کرده‌است.
کاتارزینا کاوا در کرینیکا-زدروی متولد شد، اما در سال ۲۰۱۳ به پوزنان، لهستان، جایی که در حال حاضر در آن زندگی می‌کند، نقل مکان کرد. او بازی تنیس را از هفت سالگی آغاز کرد و توسط گرزگورز گارچینسکی مربیگری می‌شود.